# Akure
Akure es una ciudad en el suroeste de Nigeria, y es la ciudad más grande y capital del estado de Ondo. La ciudad tiene una población de 387.100. Las personas son de la etnia yoruba.

## Historia
Grabados rupestres que se remontan al período Mesolítico fueron descubiertos en los alrededores de Akure, así como el más antiguo fósil de Homo sapiens encontrado en África Occidental y que se estima que se remonta a unos 11.000 años atrás. 
El folklore hace mención a la ciudad como fundada por un descendiente de niños Oduduwa, las progenitoras del pueblo Yoruba.
El rey de Akure fue conocido como el Deji de Akure y apoyado por cinco altos jefes bajo su mandato. Se dice que uno de los altos jefes mató a un tigre (más probable, un leopardo) vivo, agregando así una denominación más al nombre de la ciudad Akure Oloyemekun (Jefe que mató a un tigre vivo) o Oyemekun que es más fácil de decir.

## Agricultura y comercio
Akure tiene televisión y estaciones de radio, NAT Akure, Televisión estatal Ondo, Radio Sunshine Akure, y FM Akure. Akure es el centro comercial de una región agrícola donde la patata, la mandioca, el maíz, y el tabaco son cultivados. El algodón es cultivado y usado para tejer paños.

## Salud y educación
El estado tiene un hospital de especialidades en Akure y está bien equipado con personal médico entrenado para hacer frente a los problemas de salud de la población. Para complementar los esfuerzos del estado en el hospital de especialidades, se realiza una reunión sobre las necesidades médicas de la población; así como existen otros centros de salud y varias clínicas privadas del gobierno.
La ciudad tiene una universidad, la Universidad Federal de Tecnología de Akure. La ciudad dispone también de colegios de primera clase como el prestigioso Thomas Aquinas College (Colegio de Santo Tomás de Aquino).

## Deportes
Para los eventos deportivos, Akure tiene un estadio con una capacidad de 15.000 espectadores y un equipo de la segunda división de la liga, el Sunshine Football Club.  

## Cultura
Lugar de nacimiento del escritor Chigozie Obioma. Su debut novelístico "Los pescadores" (editado en España por Siruela) se ambienta en esta ciudad.